# Vickers Medium Mark II
Vickers Medium Mark II (англ. Віккерс, середній, модель II, також Tank Medium Mark II, Medium Mark II, Medium Mk.II або просто Mk.II) — британський середній танк 1920-х років. Створений в 1924 — 1925 роках фірмою «Віккерс» на базі середнього танка Vickers Medium Mark I. Від свого попередника танк відрізнявся низкою вдосконалень. Зокрема, підвіска була поліпшена та прикрита бронеекранами; дещо змінилася форма корпусу; танк устатковувався новою системою зчеплення Раккама, забезпеченою примітивним сервоприводом. Однак через загальне збільшення маси танка його максимальна швидкість порівняно з Mk.I дещо знизилася.
Танк випускався серійно з 1925 року (коли замінив у виробництві Mk.I) по 1934 року. Всього за цей час було випущено близько 100 танків, які практично не брали участі в яких би то не було бойових діях. Танки Vickers Medium Mark II використовувалися англійською армією з 1925 по 1939 рік, потім були зняті з озброєння Королівських Танкових Частин Великої Британії.